# Глубочица (Гомельская область)
Глубочица (бел. Глыбочыца) — деревня в Оторском сельсовете Чечерского района Гомельской области Белоруссии.

## География
В 4 км на северо-запад от Чечерска, 41 км от железнодорожной станции Буда-Кошелёвская (на линии Гомель — Жлобин), 69 км от Гомеля.
На севере и востоке мелиоративные каналы, соединённые с рекой Чечора (приток реки Сож).

## История
Обнаруженные археологами могильник (75 насыпей, в 1 км на юг от деревни) и могильник (30 насыпей в 1,5 км на юг от деревни, в урочище Школьная линия) свидетельствуют о заселении этих мест с давних времён. Согласно письменным источникам известна с начала XV века. В 1493 году обозначена как селение в Минском воеводстве Великого княжества Литовского. В 1704 году 2 дыма, в 1726 году 5 дымов в Оторском войтовстве Чечерского староства.
После 1-го раздела Речи Посполитой (1772 год) в составе Российской империи. Согласно ревизии 1858 года в Чечерской волости Гомельского уезда Могилёвской губернии. С 1880 года действовал хлебозапасный магазин. Согласно переписи 1897 года действовали хлебозапасный магазин, 2 ветряные мельницы, трактир. В 1909 году 461 десятина земли.
Во время немецкой оккупации правобережья Сожа в 1918 году в деревне был создан Новочечерский краевой Совет крестьянских и солдатских депутатов. В 1926 году работали почтовое отделение, школа. С 8 декабря 1926 года до 25 мая 1961 года центр Глубочицкого сельсовета Чечерского района Гомельского (до 26 июля 1930 года) округа, с 20 февраля 1938 года Гомельской области. В 1929 году организован колхоз. 61 житель погиб на фронтах Великой Отечественной войны. В 1971 году в деревню переселена часть жителей несуществующего в настоящее время посёлка Птичь. В составе колхоза «Стяг коммунизма» (центр деревня Отор). Располагались Дом культуры, отделение связи, библиотека, фельдшерско-акушерский пункт.

## Население
- 1704 год — 4 дыма.
- 1726 год — 5 дымов.
- 1858 год — 30 дворов, 133 жителя.
- 1897 год — 51 двор, 377 жителей (согласно переписи).
- 1909 год — 61 двор, 438 жителей.
- 1926 год — 65 дворов.
- 1959 год — 506 жителей (согласно переписи).
- 2004 год — 68 хозяйств, 110 жителей.

## Транспортная сеть
На автодороге Чечерск — Рысков. Планировка состоит из прямолинейной улицы, ориентированной с юго-востока на северо-запад (с обеих сторон автодороги) и застроенной преимущественно деревянными домами усадебного типа.